# Limbodessus sweetwatersensis
Limbodessus sweetwatersensis är en skalbaggsart som först beskrevs av Watts och William F. Humphreys 2003.  Limbodessus sweetwatersensis ingår i släktet Limbodessus och familjen dykare. Inga underarter finns listade i Catalogue of Life.